# Col du Télégraphe

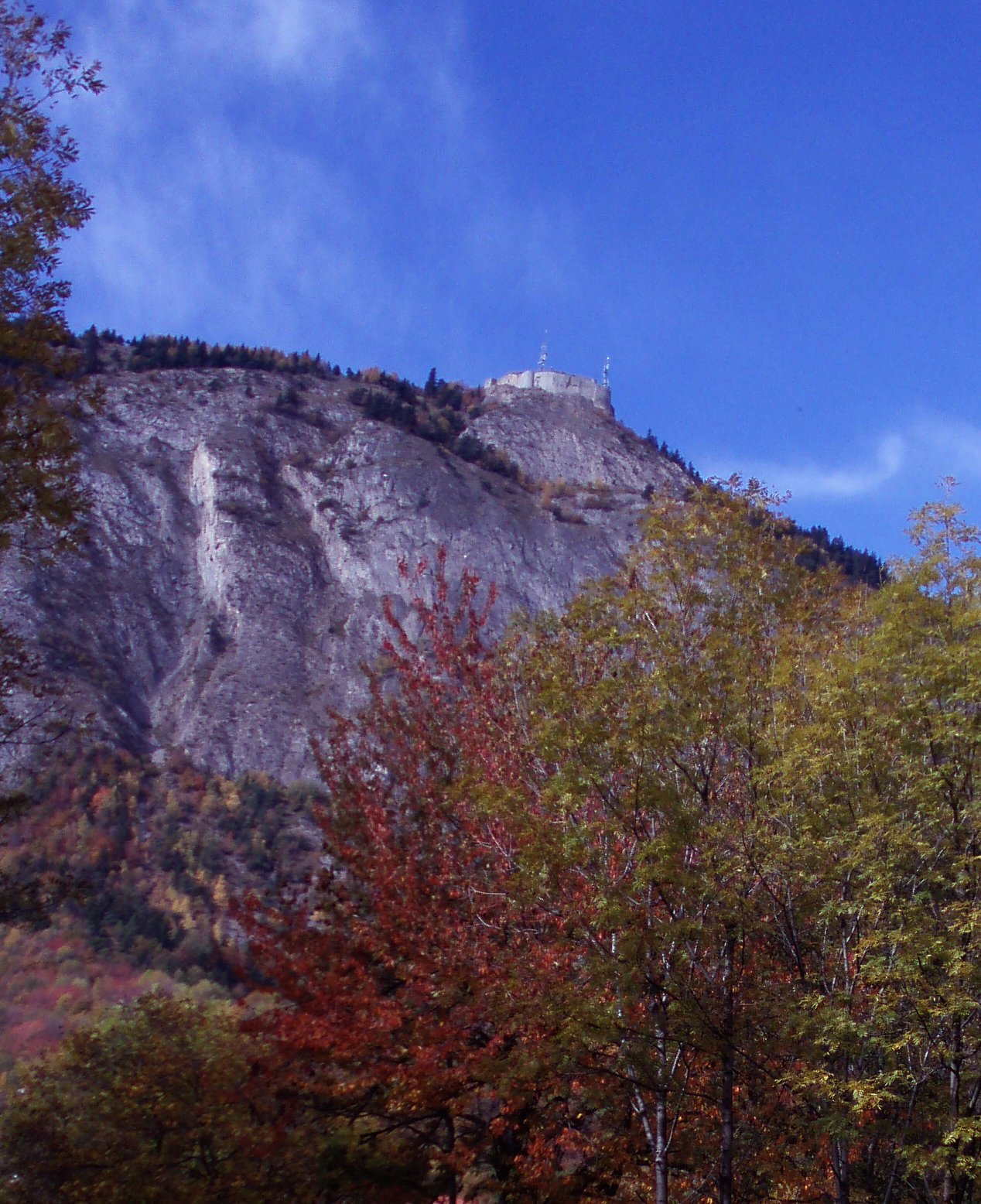
Télégraphe.

El Col du Télégraphe es un puerto de montaña situado en los Altos Alpes franceses, localizado entre el Massif d'Arvan Villards y el Massif des Cerces. El fuerte del Télegraphe, en las proximidades de la montaña, tiene una posición estratégica sobre el valle de la Maurienne.
El paso une Saint-Michel-de-Maurienne hacia el norte y Valloire hacia el sur, además de ser acceso al Col du Galibier por su cara norte.
La carretera es muy popular entre los ciclistas y en ocasiones es usada en la ascensión previa al Col du Galibier, en carreras importantes como el Tour de Francia.

## Características
- Altitud: 1566 m.
- Inclinación: 4.8 km al 3.4% desde Valloire y 11.8 km al 7.3% desde Saint-Michel-de-Maurienne.

## Tour de Francia
El Col du Télégraphe ha formado en numerosas ocasiones parte del trayecto del Tour de Francia. El paso en 1996 fue neutralizado debido a las condiciones de nieve. A continuación los ciclistas que han coronado en primera posición en las ediciones del Tour de Francia:
| - 1911 : Émile Georget - 1912 : Eugène Christophe - 1924 : Bartolomeo Aimo - 1933 : Vicente Trueba - 1934 : Federico Ezquerra - 1935 : Francesco Camusso - 1936 : Romain Maes - 1937 : Pierre Gallien - 1947 : Fermo Camellini - 1952 : Jean Le Guilly - 1955 : Charly Gaul - 1957 : Gastone Nencini - 1964 : Federico Bahamontes - 1966 : Julio Jiménez - 1967 : Julio Jiménez | - 1969 : Joaquim Galera - 1972 : Pietro Campagnari - 1973 : José Manuel Fuente - 1974 : Herman Van Springel - 1979 : Giovanni Battaglin - 1993 : Thierry Claveyrolat - 1996 : Neutralizada - 1998 : Rodolfo Massi - 1999 : José Luis Arrieta - 2003 : Pierrick Fédrigo - 2005 : Santiago Botero - 2007 : Mikel Astarloza - 2011 : Gorka Izagirre - 2017 : Primož Roglič - 2022 : Pierre Latour |

## Otras Carreras
En 2007, el critérium du Dauphiné libéré cruzó el Col du Télégraphe para descender cuesta abajo hasta Valloire. Maxim Iglinskiy había cruzado el pase en cabeza para ganar la etapa, mientras que Christophe Moreau se había puesto el maillot amarillo.
En 2013, el Tour de Italia lo cruzó en dirección a Valloire. Fue el ciclista italiano Giovanni Visconti el que salió primero bajo la pancarta que indica el gran premio de montaña de segunda categoría. En la siguiente etapa, el pelotón hizo su ascenso en la otra dirección pero, al igual que para el Tour de Francia, no fue catalogado como dificultad para la clasificación del mejor escalador.

## Perfil de ascensión
Subido por la ladera norte, el Col du Télégraphe suele ser el preludio de la ascensión del Col du Galibier. Desde Saint-Michel de Maurienne (715 m), tiene un perfil de 12,1 km al 7% en general bastante regular. Desde el principio, la vista del fuerte Telegraph de arriba indica la dirección del paso. Los primeros kilómetros de ascenso se realizan subiendo hacia pequeños pueblos y aldeas (Saint-Martin-d'Arc, Petites Seignières ...) que permiten dominar rápidamente Saint-Michel-de-Maurienne, en particular gracias a porcentajes en torno al 8 y el 8,5%. Después de eso, el camino atraviesa el bosque con una multitud de curvas. Tras una subida de 9,05 km se encuentra el cruce (1.358 m) con la carretera D215a que conduce a Valmeinier. A 100 m de la cima del Col du Télégraphe, se puede disfrutar del panorama sobre Saint-Michel-de-Maurienne, la autopista A43 y los pequeños pueblos más arriba. El tráfico de vehículos es muy importante porque esta carretera conduce a la estación de Valloire.
En la vertiente sur, el ascenso es menos difícil y más corto desde Valloire con 4,7 km al 3,45% desde la rotonda de la rue des Grandes Alpes (1.403 m). Tras dos kilómetros con porcentajes cercanos al 5 y al 6% hasta un caserío llamado "Le Col", la pendiente declina para volverse muy suave al final del collado.